# Гаттендорф (Верхняя Франкония)
Гаттендорф (нем. Gattendorf) — община в Германии, районный центр, расположен в земле Бавария.
Подчиняется административному округу Верхняя Франкония. Входит в состав района Хоф. Подчиняется управлению Файлицш. Население составляет 1119 человек (на 31 декабря 2010 года). Занимает площадь 22,18 км².
Коммуна подразделяется на 15 сельских округов.

## Население
По оценке на 31 декабря 2015 года население общины Гаттендорф составляет 1021 чел. 

| Дата      | 1840 | 1871 | 1900 | 1925 | 1939 | 1950 | 1961 | 1970 | 1987 | 2011 |
| --------- | ---- | ---- | ---- | ---- | ---- | ---- | ---- | ---- | ---- | ---- |
| Население | 957  | 1182 | 1059 | 1068 | 1024 | 1245 | 1173 | 1059 | 949  | 1085 |

| Год       | 1960 | 1970 | 1980 | 1990 | 2000 | 2009 | 2010 | 2011 | 2012 | 2013 | 2014 | 2015 |
| --------- | ---- | ---- | ---- | ---- | ---- | ---- | ---- | ---- | ---- | ---- | ---- | ---- |
| Население | 1096 | 995  | 958  | 992  | 1176 | 1120 | 1119 | 1071 | 1051 | 1036 | 1038 | 1021 |